# À l'abordage (film, 1952)
Pour les articles homonymes, voir À l'abordage.
Pour plus de détails, voir Fiche technique et Distribution.
À l'abordage (titre original : Against All Flags) est un film américain réalisé par George Sherman et sorti en 1952.
Le film connut un remake en 1967 sous le titre Le Pirate du roi.

## Synopsis
Au XVIIIe siècle, Brian Hawke, un officier de la marine britannique, reçoit mission de s'infiltrer dans un groupe de pirates opérant à Madagascar. Soupçonné, il échappe à la mort grâce à une belle pirate, Prudence Stevens.

## Fiche technique
- Titre : À l'abordage
- Titre original : Against All Flags
- Réalisation : George Sherman, assisté de John Sherwood et Douglas Sirk (Tous deux non crédités)
- Scénario : Joseph Hoffman et Æneas MacKenzie d'après une histoire originale de Æneas MacKenzie
- Production : Howard Christie (en)
- Société de production : Universal Pictures
- Photographie : Russell Metty, assisté de Philip H. Lathrop (cadreur, non crédité)
- Montage : Frank Gross
- Musique : Hans J. Salter
- Direction artistique : Alexander Golitzen et Bernard Herzbrun
- Décorateur de plateau : Oliver Emert et Russell A. Gausman
- Costumes : Edward Stevenson
- Pays de production :  États-Unis
- Format : Technicolor — son mono (Western Electric Recording)
- Genre : film d'aventure maritime
- Durée : 83 minutes
- Dates de sortie : 
  - États-Unis : 24 décembre 1952 (New York)
  - Belgique : 6 février 1953
  - France : 3 avril 1953
- Affiche : Jacques Bonneaud (France)

## Distribution

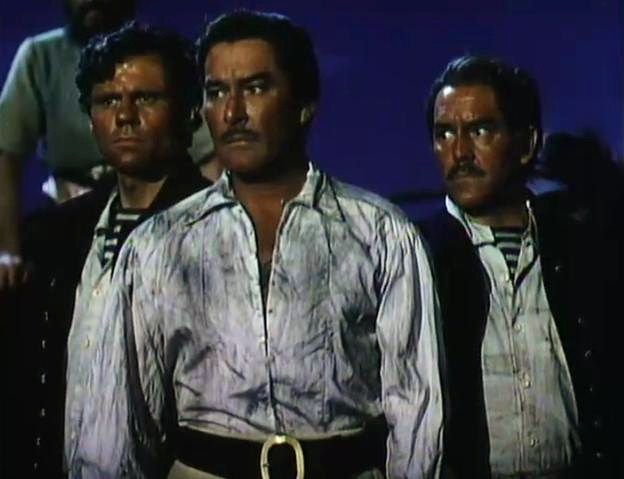
John Alderson, Errol Flynn & Phil Tully dans une scène du film.

- Errol Flynn  (V.F : Jean Davy) : Brian Hawke
- Maureen O'Hara  (V.F : Nadine Alari) : Prudence 'Spitfire' Stevens/La rafale
- Anthony Quinn  (V.F : Jean Clarieux) : Capitaine Roc Brasiliano
- Alice Kelley : Princesse Patma
- Mildred Natwick  (V.F : Helena Manson) : Molvina MacGregor
- Robert Warwick : Capitaine Kidd
- Harry Cording  (V.F : Pierre Morin) : Gow
- John Alderson : Jonathan Harris
- Phil Tully  (V.F : Jean Daurand) : Jones
- Lester Matthews : Sir Cloudsley
- Tudor Owen  (V.F : Camille Guerini) : Williams l'armurier
- Maurice Marsac  (V.F : Maurice Dorleac) : Capitaine Moisson/Maurice